# Château des arts
Le château des arts est un bâtiment situé sur la commune de Talence en France.

## Historique
Le château est racheté en 2018 par la mairie de Talence pour une somme d'environ 2,4 millions d'euros. Début 2022 la municipalité annonce le lancement d'un projet immobilier visant à installer sur le site un établissement enseignement artistique (école de musique et de danse, cours de théâtre, d'arts plastiques, etc.).